# Picodynastornithes
Picodynastornithes je monofyletická skupina ptáků, která zahrnuje řády srostloprstí a šplhavci. Klad podporují jak molekulární, tak morfologická data. George Sangster spolu s kolegy ho v roce 2022 ve PhyloCode definovali jako „nejmenší skupinu zahrnující mandelíka hajního, ledňáčka říčního a žlunu zelenou“.